# خوليو سيزار تشافيس
خوليو سيزار تشافيس (بالإسبانية: Julio César Chaves)‏ هو مؤرخ باراغواياني، ولد في 27 نوفمبر 1907 في أسونسيون في باراغواي، وتوفي بنفس المكان في 20 فبراير 1989.